# 吳大猷先生紀念獎
吳大猷先生紀念獎是中華民國行政院國家科學委員會於2002年以吳大猷（1907年－2000年）為名所設置的獎項，以表揚青年研究人員，每年度由科技部各學門召集人提名各學門中於學術表現傑出之42歲以下年輕學者，經由部長與評審委員確認獲獎者，藉以獎助台灣未來的學術菁英長期投入學術研究，以及紀念吳大猷對發展科學與技術研究的貢獻。得獎者獲頒獎牌一面以及獎金。

## 歷年得主
https://web.archive.org/web/20170906053102/http://statistics.most.gov.tw/award/